# Alianza de seguridad de vehículos comerciales
La Alianza de seguridad de vehículos comerciales (ASVC) es una asociación sin fines de lucro de funcionarios de seguridad de vehículos comerciales y representantes de la industria locales, estatales, provinciales, territoriales y federales. La ASVC se enfoca en mejorar la seguridad de los conductores y vehículos brindando orientación a las organizaciones que hacen cumplir las inspecciones de vehículos motorizados comerciales y certifican a los inspectores, y cuenta con más de 4,000 miembros en los Estados Unidos, Canadá y México.

## Historia
La Alianza comenzó informalmente en 1980 cuando varias agencias estatales occidentales y provincias canadienses que se centraban en la aplicación de la ley a los vehículos comerciales de motor se reunieron para encontrar formas de hacer que las normas, procedimientos y métodos fueran más efectivos. Los primeros trabajos llevaron al desarrollo de un memorando de entendimiento (MDE), que desarrolló estándares uniformes relacionados con la seguridad de los vehículos comerciales en las carreteras. El MDE fue adoptado por siete estados de EE. UU. y dos provincias canadienses en lo que se conoce como los Estados del Oeste.
En octubre de 1982, el mayor interés en la organización llevó a la redacción y ratificación de estatutos para crear un alcance internacional y dar cabida a la membresía asociada. Esto estableció el marco para la seguridad y el cumplimiento de los vehículos comerciales en América del Norte.
La Ley de Asistencia al Transporte de Superficie de 1982 estableció fondos para programas estatales de aplicación de la ley a los transportistas y, en agosto de 1984, se creó una norma norteamericana de seguridad combinando el trabajo de ASVC con el del Programa de Asistencia para la Seguridad de Autotransportes (PASA).
- En 1985, se creó un puesto de director ejecutivo y se estableció una oficina centralizada en Washington D. C.
- En 1988, la alianza inició su "Operación Roadcheck" de inspección en carretera de 72 horas, un evento que se ha celebrado anualmente desde entonces.
- En 1991, la alianza se expandió más allá de Estados Unidos y Canadá para incluir a México.[2]
- En 1998, la organización inició su Semana de la seguridad de los frenos en Canadá, que luego se extendió a los Estados Unidos como un evento anual. [3][4]
- En junio de 2000, México participó en el programa Roadcheck 2000 de ASVC, inspeccionando camiones mexicanos a lo largo de carreteras federales, dejando fuera de servicio a 246.[5]
- Durante el Roadcheck Internacional de 2016 de la Alianza, los inspectores realizaron 62.796 inspecciones y sacaron de servicio 9.080 camiones y 1.436 conductores. Los frenos y las horas de conducción fueron las principales infracciones.[6]
- En 2021, el grupo informó que su International Roadcheck inspeccionó 40.000 vehículos y encontró que el 85,3% cumplía con las normas.[7]
- En 2022, el grupo comenzó a realizar eventos de concientización sobre la trata de personas en Estados Unidos, Canadá y México.[8]

## Tipos de membresía
La ASVC tiene cuatro tipos de membresía: estatal/provincial, agencias locales, asociadas y federales, referenciadas por tipos de clases.
- Clase I son agencias estatales/provinciales representadas por varios departamentos de transporte, comisiones de servicios y servicios públicos, policía estatal, patrullas de carreteras, departamentos de vehículos motorizados y ministerios de transporte.
- Clase II son agencias locales representadas por departamentos de policía municipales o de la ciudad.
- Clase III son empresas, organizaciones, asociaciones comerciales, empresas de camiones y autobuses, proveedores y vendedores de la industria, instituciones de capacitación, consultores, compañías de seguros, asociaciones de camiones estatales o provinciales y propietarios u operadores de flotas grandes y pequeñas.
- Clase IV son representantes de agencias del gobierno federal.